# 中国科学院生态环境研究中心
中国科学院生态环境研究中心，为中国科学院下属研究机构。成立于1975年，位于北京市海淀区，是以生态环境科学研究为主的国家科研机构。

## 历史沿革
1975年，国务院在原中国科学院化学研究所二部和有机分析室基础上，批准组建中国科学院环境化学研究所。1986年，中国科学院环境化学研究所与筹建中的中国科学院生态学研究中心合并，改名为中国科学院生态环境研究中心。1996年，中国科学院和国家环境保护总局协商决定，对生态环境研究中心实行中国科学院和国家环境保护总局双重领导。

## 研究机构[1][3]
- 环境化学与生态毒理学国家重点实验室
- 环境水质学国家重点实验室
- 城市与区域生态国家重点实验室
- 中国科学院环境生物技术重点实验室
- 中国科学院饮用水科学与技术重点实验室
- 大气环境科学实验室
- 水污染控制实验室
- 土壤环境科学实验室
- 环境纳米材料实验室
- 固体废弃物处理与资源化实验室
- 大气污染控制中心